# Hyla chrysoscelis
Hyla chrysoscelis es una especie de anfibios de la familia Hylidae. Habita en Estados Unidos y frecuentemente es confundida con la Hyla versicolor. 